# TT63
La tumba tebana TT63 es una tumba del Antiguo Egipto que se encuentra en Sheikh Abd el-Qurna. Forma parte de la necrópolis tebana, situada en la orilla occidental del Nilo frente a Luxor.
La tumba pertenece a un antiguo egipcio de la dinastía XVIII llamado Sobekhotep, quien fue tesorero y alcalde del Lago del Sur y la Tierra de Sobek (Fayún) durante el reinado de Thutmosis IV.
Sobekhotep era hijo de un Supervisor del Tesoro llamado Min. La esposa de Sobekhotep, Meryt, era la niñera de la hija del rey, Tiaa, y la jefa del harén de Sobek de Shedty.